# Ипатово
Ипа́тово — город в Ставропольском крае. Административный центр Ипатовского городского округа и Ипатовского района.

## Варианты названия
- Ипатово (Винодельное)[3].

## География
Ипатово — самый северный город Ставрополья, расположен на левом берегу реки Калаус, в 135 км северо-восточнее Ставрополя.
Около города проходит федеральная автомобильная дорога Р216 (до конца 2017 года разрешается использовать старое обозначение А154) Астрахань — Ставрополь.
Высота над уровнем моря — 100 метров.
Ручей Чемрек, протекающий по балке Теренгой, пересекает город с запада на восток и впадает в реку Калаус.
Климат
Климат по гидротермическому режиму характеризуется как засушливый. Температура летом достигает +45, зимой −35 градусов.
Преобладают ветры восточного и западного направлений. Восточные ветры, приходящие из Арало-Каспийской пустыни — сухие и знойные в летний период и холодные зимой. Иногда они дуют длительное время, снося пахотный слой, образуя пыльные бури. Этот суховей в народе называют «астраханцем», «астраханским дождём». Скорость восточных ветров в среднем 21 м/сек., западных — 24 м/сек.

## История
Поселение было образовано в 1860 году, на казённой земле, и получило название Чемрек (предположительно связано с именем ногайского князя, похороненного недалеко от села). Первые поселенцы были выходцами из Воронежской, Полтавской и Харьковской губерний. В указе императора Александра II от 13 марта 1860 года значится как станица Ставропольского уезда Ставропольской губернии, в архивных документах за 1861 год — как селение:543:

Палата Государственных Имуществ во исполнение Высочайшего повеления, изложенного в предложении Г. Ставропольскаго Гражданскаго Губернатора от 29 июля [1861 года] за № 4295, находящиеся на Калмыцкой степи Ставропольской Губернии станицы Дивную, Винодельную, Предтечу, Дербетовку наименов[нрзб] селениями…— Из письма Ставропольской палаты государственных имуществ от 11 августа 1861 года
Население всё время возрастало за счёт притока извне. В 1864 году на территории села поселились 144 семьи ногайцев, возвратившихся из Турции.
В 1871 году была образована Виноделенская волость:543. В 1880 году село было переименовано в Винодельное. Название связано с большими казёнными винными складами, где производился розлив вина. По версии же А. И. Твалчрелидзе, новое название связано с одним курьезным случаем: «Однажды через село проезжало несколько подвод с бочками спирта. Одна из этих бочек свалилась с воза, разбилась, и спирт разлился по земле. Собравшаяся большая толпа зрителей накинулась на этот пролитый спирт, начала собирать его вместе с землею и грязью чем попало. Скоро вся эта компания захмелела… Протрезвившись, возчики спирта отдали бочку исправитъ бондарю, а потом налили её водой, надеясь сдать хозяину за спирт. За этой операцией застал их приехавший сюда чиновник и шутя сказал им: „Ах, вы, виноделы!“. Так село и назвали Винодельным».
По данным на 1896 год, в селе имелось 980 дворов с 1000 домами, в них по окладным листам числилось 1460 ревизских душ, по семейным спискам — 2755 душ мужского пола и 2396 — женского, иногородних — 503 человека. Имелись 4 мануфактурных лавки, 5 бакалейных, 1 винный склад, 2 трактира, 5 духанов, 1 постоялый двор, 34 ветряных мельницы, 8 овчинодельных заводов, 3 маслобойни. функционировало два училища: одноклассное министерства народного просвещения и церковно-приходское. Медицинскую помощь жителям оказывал фельдшер.
24 августа 1920 года было закончено строительство железной дороги, и 4 сентября в село Винодельное пришёл первый поезд.
В 1925 году село Винодельное входило в Виноделенский сельсовет.
В начале 30-х годов в селе Винодельном действовали кирпично-черепичный завод, маслосырозавод и мельница, районный промышленный трест, нефтебаза, ветеринарная лаборатория, небольшая электростанция под названием «Смычка», железнодорожная станция Винодельная.
До августа 1930 г. в селе действовал колхоз «1-я Конная Армия». В августе около половины его колхозников волевым решением переселили в Краснодарский край (на место
репрессированных казаков). В Винодельном организовалась сельхозартель им. Будённого, на х. Водном — колхоз «Новая жизнь». В 1931 г. сельхозартель переименовали в колхоз им. Шейко, к нему присоединились все хозяйства, расположенные на территории Винодельного, Водного, Кочержинского и Бондаревского. В 1932 г. это предприятие разукрупнили на восемь колхозов: имени Будённого, имени Калинина, имени Сталина, имени Голубовского, имени Шейко, «17 лет Октября», «Новая жизнь», «Красноармеец».
Решением ВЦИК от 15 августа 1935 года село переименовано в Ипатово, в честь командира полка Красной Армии Петра Максимовича Ипатова, погибшего при защите села Винодельного.
В середине тридцатых годов были построены здания Дома культуры, библиотеки, кинотеатра «Октябрь» и начальной школы.
3 декабря 1979 года поселение получило статус города, став 1001-м по счёту городом России.
До 1 мая 2017 года город был административным центром упразднённого городского поселения Ипатово.

## Население
| 1881    | 1897    | 1903    | 1908    | 1925    | 1926    | 1939    | 1959    | 1970    | 1979    | 1989    | 1992    |
| ------- | ------- | ------- | ------- | ------- | ------- | ------- | ------- | ------- | ------- | ------- | ------- |
| 1447    | ↗7200   | ↗8770   | ↘8281   | ↘7833   | ↗9877   | ↗12 383 | ↗13 670 | ↗18 527 | ↗22 024 | ↗26 425 | ↗27 200 |
| 1996    | 1998    | 2000    | 2001    | 2002    | 2003    | 2005    | 2006    | 2007    | 2008    | 2009    | 2010    |
| ↗28 600 | ↗28 800 | ↘28 700 | ↘28 600 | ↘28 594 | ↗28 600 | ↘28 100 | ↘28 000 | ↘27 900 | ↗28 100 | ↗28 117 | ↘26 053 |
| 2011    | 2012    | 2013    | 2014    | 2015    | 2016    | 2017    | 2018    | 2019    | 2020    | 2021    | 2023    |
| ↘26 046 | ↘25 794 | ↘25 468 | ↘25 155 | ↘24 966 | ↘24 782 | ↘24 390 | ↘24 021 | ↘23 579 | ↘23 214 | ↗26 122 | ↘25 682 |
| 2024    | 2025    |         |         |         |         |         |         |         |         |         |         |
| ↘25 396 | ↘25 163 |         |         |         |         |         |         |         |         |         |         |

На 1 января 2025 года по численности населения город находился на 561-м месте из 1124 городов Российской Федерации.
Гендерный состав
По итогам переписи населения 2010 года проживали 12 184 мужчины (45,32 %) и 14 699 женщин (54,68 %).
Национальный состав
По итогам переписи населения 2010 года проживали следующие национальности (национальности менее 1 %, см. в сноске к строке «Другие»):
| Национальность | Численность | Процент |
| -------------- | ----------- | ------- |
| Русские        | 25 675      | 95,51   |
| Другие         | 1208        | 4,49    |
| Итого          | 26 883      | 100,00  |

По итогам переписи населения 2020 года проживали следующие национальности (национальности менее 1 % и другое, см. в сноске к строке «Другие»):
| Национальность | Численность, чел. | Доля     |
| -------------- | ----------------- | -------- |
| Русские        | 24 092            | 92,23 %  |
| Другие         | 2030              | 7,77 %   |
| Итого          | 26 122            | 100,00 % |

## Инфраструктура
- Центр занятости населения
- Центр социального обслуживания населения
- Социально-реабилитационный центр для несовершеннолетних «Причал»
- Отдел записи актов гражданского состояния
- Отдел имущественных и земельных отношений
- Управление архитектуры и градостроительства
- Центр методического, бухгалтерского и хозяйственно-технического обеспечения
- Железнодорожная станция Ипатово
- Автовокзал города Ипатово
- Лесхоз
- Районная станция по борьбе с болезнями животных
- 3 общественных кладбища: старое (закрытое), площадью 52 700 м², и 2 новых (открытых), площадью 91 792 м² и 53 117 м²[48].

## Культура
- Районный краеведческий музей
- Межпоселенческая библиотека
- Кинотеатр «Октябрь»
- Парк аттракционов «Колос»
- Ипатовский народный театр
- [49] Продюсерский центр "Спутник" 2016 году прошли съёмки одного из популярных в мире патриотических видео клипов "Мама Россия мама" набравший более 10 миллионов просмотров на платформе YouTube. Автор клипа Иван Шиянов Visionmedia Russia

## Медицина
- Центральная районная больница
- Психоневрологический интернат[50]
- Детский дом-интернат для умственно отсталых детей. Открыт 18 мая 1962 года как детский дом-интернат[51]

## Образование
- Детский сад № 1 «Светлячок»
- Детский сад № 2 «Огонёк»
- Детский сад № 3 «Ласточка»
- Детский сад № 4 «Берёзка»
- Детский сад № 5 «Ручеёк»
- Детский сад № 6 «Сказка»
- Детский сад № 7 «Дюймовочка»
- Детский сад № 18 «Непоседа»
- Детский сад № 28 «Радуга»
- Средняя общеобразовательная школа № 1
- Средняя общеобразовательная школа № 6. Открыта 1 сентября 1953 года[52]
- Средняя общеобразовательная школа № 14
- Средняя общеобразовательная школа № 22
- Детская школа искусств
- Детская художественная школа
- Детско-юношеская спортивная школа
- Центр дополнительного образования детей. Открыт 7 мая 2010 года[53]

## Экономика
- ООО "Ипатовский Пивзавод", основан в 1964 году - современное, технически оснащенное, единственное предприятие в Ипатовском округе по производству пива и безалкогольных напитков. За весь период работы Ипатовский пивзавод удостоен множества наград, благодарностей, знаков качества, медалей. В копилке завода находится более 240 наград, в том числе 138 золотых медалей.
- Комбикормовый завод[54].
- Авторемонтный завод[54].
- ОАО «Сыродел». Открыто 18 октября 1930 года как маслосырзавод[55]. Лауреат конкурса «100 лучших товаров России» 2023 года[56]
- Элеватор. Открыт 11 октября 1925 года[55]
- Кирпичный завод мощностью 60 миллионов штук в год условного кирпича. Строительство начато в феврале 2015 года[57]
- Комбинат производственных предприятий «Ипатовский». Открыт 1 января 1963 года как Сельский строительный комбинат[58]
- Дорожное ремонтно-строительное управление. Образовано 16 июня 1991 года как дорожный эксплуатационный участок № 641[59]
- Агропромышленный комплекс «Юг-Агропрогресс». Открыт 5 февраля 2005 года[53]
- В районе выращивают зерновые, бахчевые культуры. Овцеводство (кавказская и ставропольская породы). Разводят крупный рогатый скот
- Месторождения природного газа, камня, щебня, песка, глины, минеральной воды
- СПК «Кировский». Образован 28 февраля 2002 года[60]. В первые послевоенные годы восемь местных колхозов объединились в два укрупнённых хозяйства - им. Сталина и им. Будённого. В 1956 году на их основе организован и в течение многих лет успешно развивался самый крупный в районе колхоз им. Кирова[8].

## Спорт
- Стадион «Прогресс». Открыт 9 мая 1975 года как стадион «Руно»[53]
- Мотодром «Колос»
- Мотобольный клуб «Колос». Чемпион России 2018, 2022 и 2023 года. Семикратный серебряный призёр чемпионатов России (2013, 2014, 2015, 2016, 2017, 2019, 2020). Двукратный бронзовый призёр чемпионатов России (1992, 2011). Обладатель Кубка России 2019 года[61]. Финалист кубка России ― 8 (2011, 2013, 2015, 2017, 2018, 2020, 2021, 2022). В чемпионатах СССР лучший результат 8 место (1990). В кубках СССР лучший результат 2-е место в группе (1990). Победитель первенства СССР (первая лига) — 1989. Победитель первенства СССР (вторая лига) — 1986. Второе место в чемпионате РСФСР — 1980[62].

## СМИ
Издаётся газета «Степные зори».
Принимаются федеральные радиостанции и телеканалы.

## Русская православная церковь
По имеющимся архивным документам, в 1864 году в селе на средства прихожан был устроен молитвенный дом из сырцового кирпича, крытый соломой. Его колокола размещались на каменных столбах.
В 1868 г. было начато, а в 1870-м закончено строительство новой деревянной церкви Рождества Пресвятой Богородицы на каменном фундаменте с такой же колокольней и полотняным иконостасом. Церковь была освящена в 1870 году. В 1914 г. тщанием прихожан для церкви выстроили новое здание, оно было освящено 13 декабря.
Вознесенская трёхпрестольная церковь была построена в 1903 году на средства прихожан. Она имела кирпичное здание.
В Винодельном находился Казанский Агафодоров женский монастырь, женская община была учреждена архиепископом Ставропольским и Екатеринодарским Агафодором в 1909 г. в память его родителей — чтеца Флегонта и Евдокии. К 1913 г. при общине имелись храм в честь Казанской иконы Божьей Матери, странноприимный дом, 42 келии для монашек, трапезная, псалтырня, просфорня. В общине жили 80 сестёр, хозяйство велось самостоятельно, сёстры содержались на местные средства. В 1913 же году община была преобразована в женский общежительный монастырь.
На месте закрывшейся монастырской общины (ныне территория ремзавода) в 1921 г. была организована первая в крае школа-коммуна — имени III Интернационала.

## Почётные граждане города Ипатово
Список почётных граждан:
- А. Г. Бабкин
- Николай Тимофеевич Вильгоцкий
- Виктор Алексеевич Гатило (1932) — председатель горисполкома в (1979—1989)[51]
- И. З. Глушко
- Горбатко Виктор Васильевич (1934—2017) — советский космонавт.
- Горбачёв Игорь Олегович (1927—2003) — советский и российский актёр театра и кино.
- Андрей Григорьевич Задорожный
- Ипатов Пётр Максимович (1887—1918) — русский революционер, большевик.
- Калягин Виктор Владимирович (1932—2021) — советский хозяйственный, государственный и политический деятель, Герой Социалистического Труда
- Татьяна Николаевна Колбасина
- Павел Васильевич Колесников
- А. А. Остролуцкий
- В. И. Скляров — председатель колхоза им. Кирова с 1970 по 1988 год
- Георгий Георгиевич Старшиков
- Василий Павлович Шестак

## Памятники
Археологические памятники
В окрестностях города, на правом берегу Калауса, находится курганный могильник «Барханчак 2». В ходе его раскопок был выявлен ряд погребений, относившихся к эпохам ранней, поздней и средней бронзы, а также раннего железного века и средневековья. Погребальный инвентарь включал в себя глиняную посуду, костяные булавки, каменные наковальни и другие предметы. Памятник представляет научную, историческую и культурную ценность, составляет часть историко-культурного наследия Ставропольского края.
Памятники истории и искусства
- Обелиск на месте расстрела 86 мирных жителей[64];
- Братская могила 16 советских воинов[65];
- Памятник В. И. Ленину. 1952 год[66];
- Памятник К. Марксу. 1952 год[67];
- Памятник герою гражданской войны П. М. Ипатову. 1957 год[68];
- Мемориал воинам гражданской и Великой Отечественной войны[69]
- Аллея Славы[70]